# Yánnis Koutsoúkos
Yánnis Koutsoúkos (grec moderne : Γιάννης Κουτσούκος), né en 1953 à Amaliáda en Grèce, est un homme politique grec.

## Biographie
Aux élections législatives grecques de janvier 2015, il est élu député au Parlement hellénique sur la liste du Mouvement socialiste panhellénique (PASOK) dans la circonscription de l'Élide. Il est désigné représentant parlementaire du PASOK pour la XVIe législature.